# 카를로 카스트렌
카를로 카스트렌 (Kaarlo Castrén, 1860년 2월 28일 ~ 1938년 11월 19일)은 핀란드의 정치인이자 핀란드의 총리로, 국민진보당의 대표였다.
카스트렌은 투르톨라에서 태어났으며 1887년에 법학사로서 학위를 마쳤다. 1888년부터 1892년까지, 그는 핀란드 상원의 재정부와 1888년부터 1898년까지 카스트렌 & 스넬맨 변호사 사무실에서 일하였다.
1892년부터 1904년까지, 카스트렌은 칸살리스-오사케-판키 은행의 위원회 회원이었다. 그는 1894년과 1905년부터 1906년까지 주 이사회 회의에 참가했다. 그는 변호사 사무실을 설립한 후, 1908년부터 1909년까지 상원의원으로 활동하였다. 1916년에, 카스트렌은 칸살리스-오사케-판키의 이사로 선정되었다.
1918년 11월에, 카스트렌은 재정부 장관으로 명명되었다. 그는 1919년 4월 17일부터 8월 15일까지 핀란드의 총리로 재임하였다. 그의 정부는 핀란드의 공화제 정부 구성을 제안했으며, 그 제안이 수락된 뒤, 그의 정부는 해산되었다.